# Де Бломмар де Суа, Эмманюэль
Эмманюэль де Бломмар де Суа (фр. Emmanuel de Blommaert de Soye, 15 октября 1875 — 12 апреля 1944) — бельгийский конник, призёр Олимпийских игр.
Родился в 1875 году в коммуне Лёз-ан-Эно. В 1912 году принял участие в Олимпийских играх в Стокгольме, и завоевал бронзовую медаль в личном первенстве в конкуре (в командном первенстве бельгийская команда стала 6-й); в соревнованиях по выездке он оказался 21-м, а в соревнованиях по троеборью ни один из членов бельгийской команды не смог дойти до финиша. В 1920 году он принял участие в соревнованиях по выездке на Олимпийских играх в Антверпене, но стал лишь 11-м.